# Brastagi
Brastagi was een gemengd Japans interneringskamp op Noord-Sumatra, ten zuiden van Medan. Het kamp was ondergebracht in het gebouwencomplex van de Planters School Vereeniging Brastagi.  De kampleiding was Nederlands. In april 1942 opende het kamp, en waren er 939 mannen, vrouwen en kinderen. In de omgeving werden kleinere kampen opgeheven, waardoor het aantal geïnterneerden in Brastagi eind 1942 gestegen was tot 1744. 
Tot medio 1943 was er genoeg eten, maar toen begonnen de Japanners zich met het financiële beheer te bemoeien. Er werden huiszoekingen gedaan, de vrouwen moesten geld, goud, sieraden en horloges inleveren in ruil voor wat extra voedsel. De Nederlandse kampleiding had het erg moeilijk, vooral toen in april 1944 het beheer van het kamp werd overgedragen van het Japanse burgerlijke naar het militaire bestuur, waarna alles nog slechter verliep. De Japanse tijd werd ingevoerd, waardoor 's avonds de lichten eerder uit moesten. Ook mochten kinderen ouder dan 12 jaar geen onderwijs meer krijgen. De Indonesische bewakers werden door hulpsoldaten (heiho's) vervangen, die veel hardhandiger tegen smokkelaars optraden. Vanaf april 1944 moesten vrouwen jonger dan vijftig jaar ook werken: vlas spinnen of de grond bewerken (tjangkollen). In december 1944 werden alle 182 mannen en jongens ouder dan 10 jaar naar kamp Si Rengo Rengo overgeplaatst.
In juni 1945, dus zes weken voor de capitulatie, sloot het kamp en werden 1347 vrouwen en kinderen naar kamp Aek Pamienke gebracht.